# Biombo

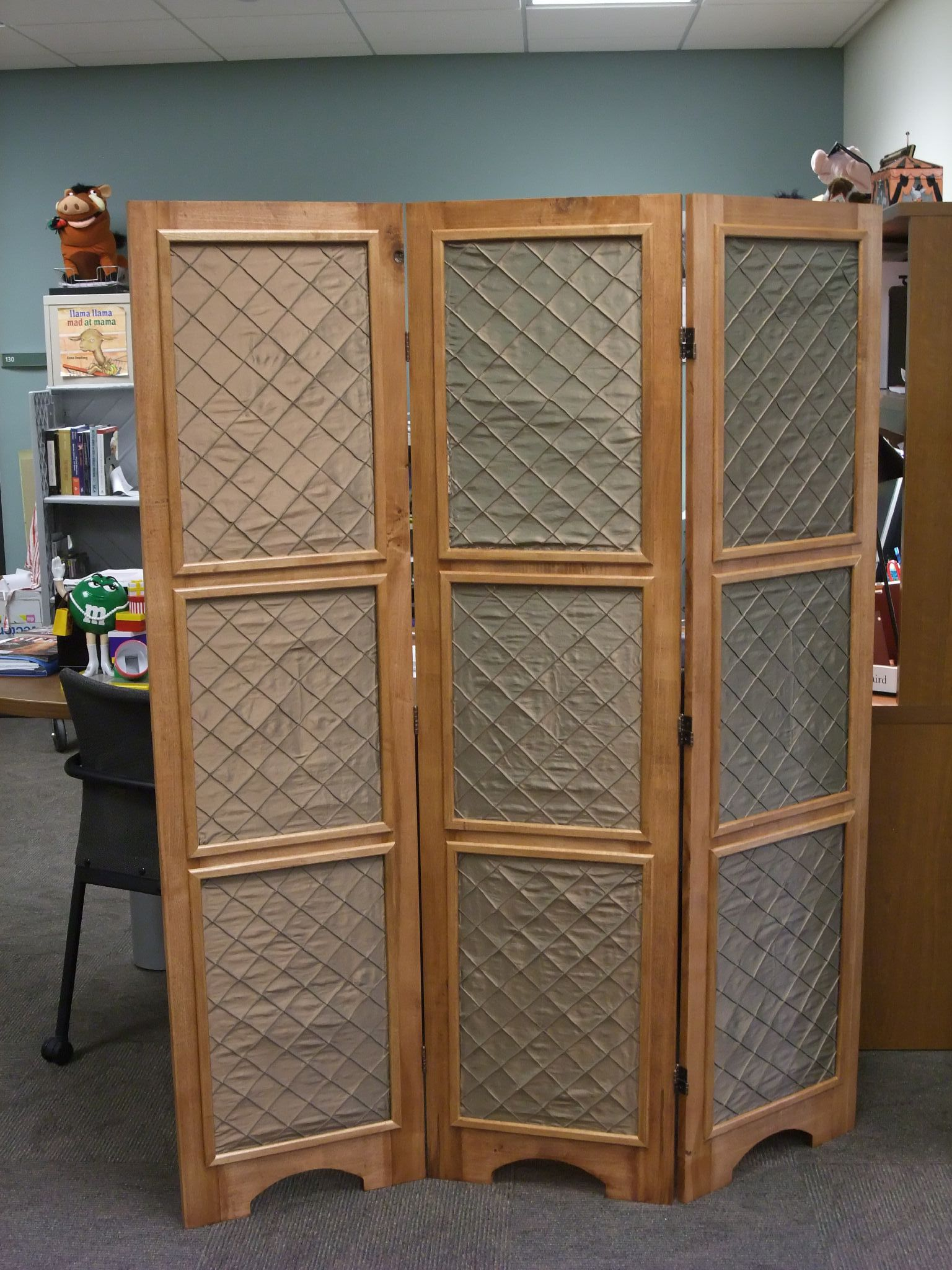
Biombo de três painéis

Um biombo é um objecto, geralmente amovível, que serve para proteger ou ocultar uma área dentro de um compartimento de uma casa. É normalmente construído por vários painéis sólidos e ornamentados, podendo ser formado por uma armação de bambu ou madeira que suporta um material mais leve, como seda, papel ou vidro. Os painéis são unidos por dobradiças ou dispositivos semelhantes. Originaram-se na China Antiga, de onde se espalharam pelo resto do Leste Asiático, Europa e outras regiões do mundo. A qualidade do espaço é tida em conta na medida que a luminosidade deve atingir pelo menos 50% da distância entre o biombo e os móveis.

## Etimologia
O nome parece vir da língua japonesa: 屏風 (byōbu).

## História

### Origem na China
Os primeiros biombos surgiram no período da Dinastia Zhou do Leste (771–256 a.C.). De início, eram biombos em tela única. Os biombos dobráveis surgiram na dinastia Han (206 a.C. – 220). Representações desses biombos dobráveis foram encontradas em tumbas da era Han, como uma em Zhucheng, na província de Shandong. Os biombos eram sempre decorados com aprimoradas obras de arteː os seus temas incluíam mitologia, cenas da vida palaciana e natureza. Na literatura chinesa, os biombos estão sempre associados a intriga e romance. Por exemplo, uma jovem enamorada poderia espiar por trás de um biombo. Um exemplo desse recurso está na clássica novela O Sonho da Câmara Vermelha, de Cao Xueqin. O biombo era um elemento frequente na literatura da dinastia Tang. O poeta do período Tang Li He (790–816) escreveu a "Canção da Tela", descrevendo o biombo de um casal recém-casado. O biombo envolve a cama do jovem casal, e suas telas são decoradas com borboletas pousadas em flores de Dianthus chinensis, possuindo dobradiças semelhantes a moedas de vidro.
Inicialmente, as telas dos biombos eram de madeira laqueada. Posteriormente, telas de papel e seda também se tornaram populares. Embora os biombos fossem usados desde a Antiguidade, eles só se tornaram realmente populares a partir da dinastia Tang (618–907). Durante esse período, os biombos passaram a ser considerados os veículos ideais para os pintores exibirem seu talento em pintura e caligrafia. Muitos artistas pintavam em papel ou seda e, posteriormente, os aplicavam no biombo. Dois tipos de biombo são mencionados na literatura do períodoː o huaping ("biombo pintado") e shuping ("biombo caligrafado"). Não era incomum que pessoas encomendassem biombos de artistas como o pintor Cao Ba (da era Tang) ou o pintor Guo Xi (da era Sung). As pinturas de paisagens em biombos atingiram o apogeu durante a dinastia Sung (960–1279). As técnicas de laqueamento dos biombos de Coromandel, conhecidas como kuǎncǎi (款彩, "cores incisas"), surgiram durante a dinastia Ming tardia (1368-1644) e foram aplicadas aos biombos para criar telas escuras incisas, pintadas e incrustadas com arte de madrepérola, marfim ou outros materiais.

### Difusão pelo Leste da Ásia

#### Coreia
Os biombos se tornaram significativos durante o período da Silla Unificada (668–935). Biombos conhecidos como irworobongdo eram importantes elementos na sala do trono de alguns reis Joseon, sendo colocados logo atrás do trono.

#### Japão
Como muitos elementos da cultura do Japão, os biombos se originaram na China. De acordo com a obra do século VIII Nihon Shoki, um dos primeiros biombos que chegaram ao Japão foi um que chegou no reinado do imperador Tenmu (r. 672–686) e que era um presente do reino coreano de Silla. Por volta do século VIII, os biombos se tornaram bastante conhecidos no Japão por intermédio da dinastia chinesa Tang (618–907), o que levou os artesãos japoneses a começar a fabricar seus próprios biombos, que eram grandemente influenciados pelos padrões chineses. Durante o Período Muromachi tardio, os japoneses começaram a retratar cenas da vida cotidiana em biombos, o que era um costume importado da China.

### Difusão na Europa
Os biombos foram introduzidos na Europa na Idade Média tardia. Nos séculos XVII e XVIII, muitos biombos foram importados da China para a Europa. Os franceses, especialmente, tinham uma certa admiração e desejo pelos biombos chineses, junto com o resto da Europa, e começaram a importar grandes biombos laqueados adornados com arte. A famosa desenhista de moda Coco Chanel era uma ávida colecionadora de biombos chinesesː acredita-se que ela chegou a possuir 32 biombos, oito dos quais ficavam no seu apartamento no número 31 da rua Cambon, em Paris. Ela disse, uma vezː
Amo os biombos chineses desde que eu tinha oito anos de idade. Quase desmaiei de prazer quando, ao entrar numa loja chinesa, vi um Coromandel pela primeira vez. A primeira coisa que eu comprei foram biombos.

## Usos

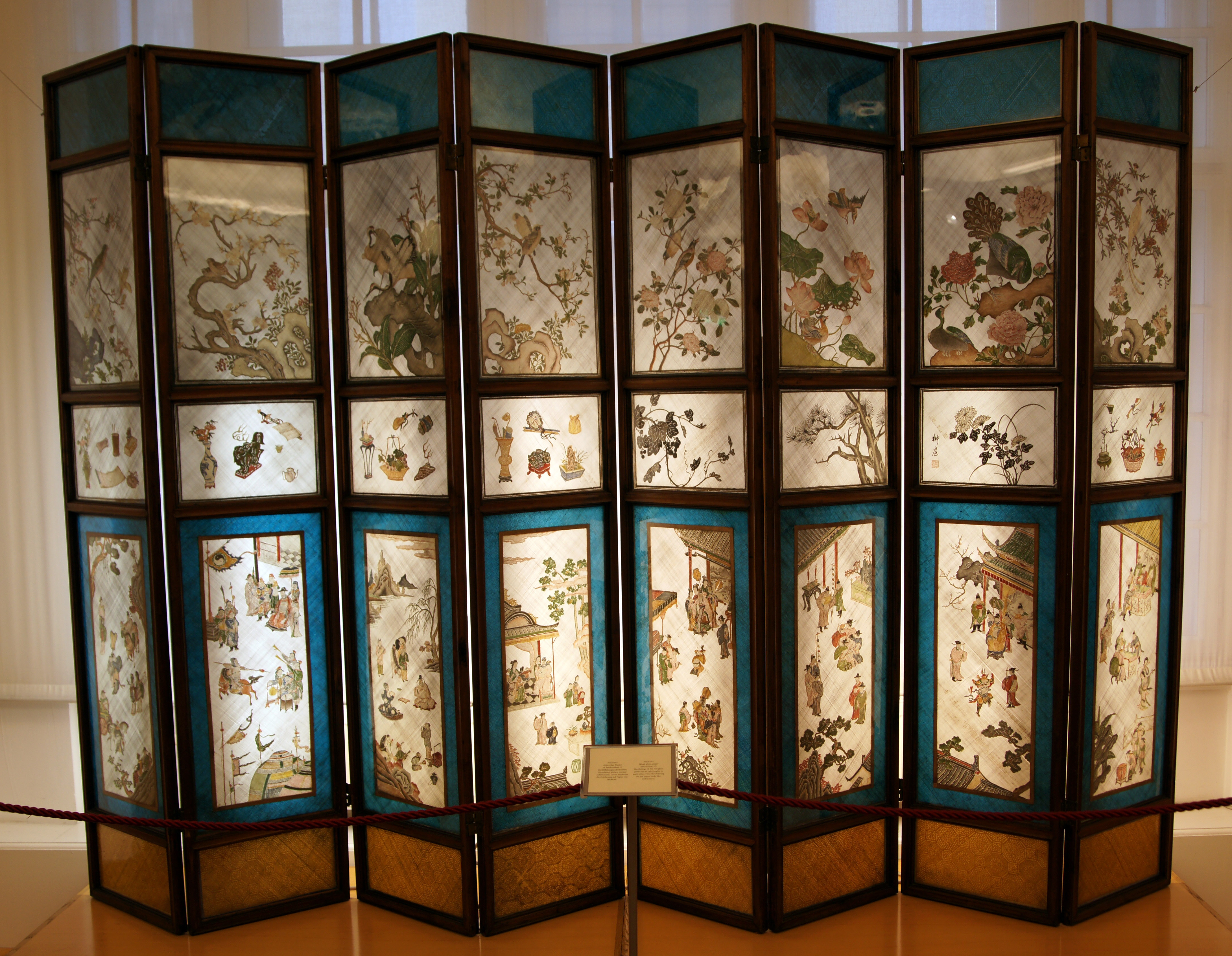
O biombo é uma estrutura de painéis, geralmente de madeira, separado em várias faces ou folhas que podem ser dobradas ou estendidas. Eles são utilizados tradicionalmente para dividir, proteger ou ocultar áreas sem a necessidade de uma estrutura construtiva pesada.

Embora os biombos tenham se originado na China, eles atualmente são usados para decoração interna em muitas partes do mundo. Alguns dos primeiros usos dos biombos eram bem práticos. Eles eram usados para proteger as casas dos ventos, como está indicado em seus caracteres chinesesː píng (屏, "tela; bloqueio") e feng (風, "brisa, vento"). Eles também eram usados para proporcionar privacidadeː na época clássica, os biombos eram colocados em quartos para permitir que as mulheres trocassem de roupa. Os biombos podem ser usados para dividir um aposento grande, reconfigurando a utilização deste. Os biombos podem ser usados como uma parede falsa de modo a esconder certos itens, como a porta da cozinha por exemplo. Como muitos biombos contêm trabalhos artísticos, eles também podem ser usados como elemento de decoração interna.

## Leituras adicionais
- Enciclopédia Luso-brasileira de Cultura. Editorial Verbo. Lisboa. 1965.